# 尤凱亞烏帕齊拉
尤凱亞乌帕齐拉是孟加拉国科克斯巴扎爾縣的一个乌帕齐拉，位於吉大港专区的科克斯巴扎爾縣。。
世界規模最大的難民營位於此處，是庫圖帕朗難民營所在地，聚居60萬以上羅興亞難民。

## 人口
據2011年孟加拉國人口普查，尤凱亞共有戶數19,189戶，人口121,514人。其中男性佔比51.45%，女性佔比48.55%；成年人口51,749人。該地7歲以上人口之平均識字率為16.8%，低於全國平均值（32.4%）。